# أناتولي غوسبودينوف
أناتولي غوسبودينوف (بالبلغارية: Анатоли Господинов)‏ هو لاعب كرة قدم بلغاري في مركز حراسة المرمى، ولد في 21 مارس 1994 في سليفن في بلغاريا. شارك مع منتخب بلغاريا تحت 21 سنة لكرة القدم. أما مع النوادي، فقد لعب مع او في سي سليفن 2000 وسسكا صوفيا.

## وصلات خارجية
- أناتولي غوسبودينوف على موقع قاعدة بيانات كرة القدم.إي يو (الإنجليزية)
- أناتولي غوسبودينوف على موقع Soccerway.com (الإنجليزية)